# Caterina Boratto
Caterina Boratto (* 15. März 1915 in Turin; † 14. September 2010 in Rom) war eine italienische Schauspielerin.

## Leben
Boratto studierte Gesang am Liceo Musicale ihrer Heimatstadt; sie wollte ursprünglich Opernsängerin werden. Von dem Regisseur Guido Brignone wurde sie zufällig für den Film entdeckt. Sie gab ihr Filmdebüt 1937 in dessen Filmdrama Vivere! an der Seite des berühmten italienischen Tenors Tito Schipa, mit dem sie später auch eine Liebesbeziehung einging. Ebenfalls unter der Regie von Brignone und wieder mit Tito Schipa als Partner spielte sie 1938 in dem Film Chi è più felice di me?. 1938 übernahm sie an der Seite von Vittorio de Sica die Rolle einer russischen Großfürstin in der Filmkomödie Hanno rapito un uomo. Gemeinsam mit Elisa Cegani und Vera Carmi gehörte sie in den 1930er Jahren zu den Filmdiven der Telefoni-Bianchi-Filme. Aufgrund ihres Erfolges in Italien erhielt sie 1940 einen Siebenjahres-Vertrag von Metro-Goldwyn-Mayer, konnte diesen jedoch wegen des Zweiten Weltkriegs nicht antreten.
1942 war sie, wieder unter der Regie von Guido Brignone, in dem Filmdrama Romanzo di un giovane povero; ihr Partner war Amedeo Nazzari, mit dem sie ebenfalls eine Liebesbeziehung einging. 1943 spielte sie, gemeinsam mit der jungen, aufstrebenden Schauspielerin Anna Magnani in der Komödie Campo de' fiori von Mario Bonnard.
Die Zeit des Zweiten Weltkrieges brachte für Boratto mehrere private Katastrophen mit sich. Sie verliebte sich in den Conte Guidi di Romena, einen italienischen Kampfflieger, der bei einem Flugzeugabsturz starb. Zwei ihrer Brüder starben im Krieg; einer wurde als Partisan erschossen. Sie zog sich dann in ein Luxussanatorium in Turin zurück; später heiratete sie dessen Direktor Armando Ceratto, mit dem sie auch eine Tochter bekam.
Nach dem Zweiten Weltkrieg spielte sie 1951 unter der Regie von Riccardo Freda an der Seite von Vittorio Gassman in dem Filmdrama Il tradimento. Boratto zog sich dann vom Filmgeschäft zurück und geriet in Italien weitgehend in Vergessenheit. In den 1960er Jahren wurde sie von dem Regisseur Federico Fellini wiederentdeckt, der sie in seinen Filmen 8½ (1963) und in Julia und die Geister (1965) (als Mutter von Giulietta Masina) besetzt. Später spielte sie unter anderem unter der Regie von Sydney Pollack in dem Kriegsfilm Das Schloss in den Ardennen (1969) und 1975 unter die Regie von Pier Paolo Pasolini in dessen Film Die 120 Tage von Sodom.
In späteren Jahren arbeitete Boratto als Theaterschauspielerin. Sie trat in der Operette Die Csárdásfürstin und in Theaterstücken von Luigi Pirandello auf. Außerdem wirkte sie in mehreren Fernsehproduktionen mit.

## Filmografie (Auswahl)
- 1937: Vivere!
- 1938: Chi è più felice di me?
- 1938: Hanno rapito un uomo
- 1939: I figli del marchese Lucera
- 1942: Romanzo di un giovane povero
- 1943: Campo de’ fiori
- 1951: Il tradimento
- 1963: Achteinhalb (8½)
- 1965: Julia und die Geister (Giulietta degli spiriti)
- 1968: Gefahr: Diabolik! (Diabolik)
- 1969: Die Geliebte (Una storia d’amore)
- 1969: Die Nonne von Monza (La monaca di Monza)
- 1969: Das Schloss in den Ardennen (Castle Keep)
- 1972: Das Pferd kam ohne Socken (Ettore lo fusto)
- 1973: Der Nonnenspiegel (Storia di una monaca di clausura)
- 1974: Anna Karenina (Fernsehfilm)
- 1975: Die 120 Tage von Sodom (Salò o le 120 giornate di Sodoma)
- 1978: Ein Sack voller Flöhe (Primo amore)
- 1980: Zwei tote Hosen sahnen ab (Uno contro l’altro, praticamente amici)
- 1982: Die Flucht nach Varennes (La nuit de Varennes)
- 1990: Villa Arzilla (Fernsehserie)
- 1992: Es war einmal ein Mord (Once upon a crime) – Regie: Eugene Levy